# Dhrupad
Dhrupad (Hindi ध्रुपद dhrupad) ist in der klassischen indischen Musik der älteste (strengste) Gesangsstil der hindustanischen Musik. Der Begriff ist abgekürzt von dhruva pada, wobei Sanskrit dhruva („fest“, „feste Form“) eine genau festgelegte Komposition in einem bestimmten Modus und pada („Fuß“, „Schritt“, „Vers“, „Versmaß“) ein Gedicht zu einer vorgegebenen Musik bedeutet. Dhrupad ist eine Versform des Gedichts und ein Gesangsstil, in dem es gesungen wird.
Der Vokalstil gilt als ernst, männlich und gravitätisch. Er verlangt vom Sänger große Kontrolle des Atmungsapparates und hervorragende stimmliche Variationstechnik. Dhrupad dient vor allem dem Lob von Helden, Göttern und Herrschern. In der karnatischen Musik Südindiens wird der klassische, vom Dhrupad kommende Stil als Kriti (auch Kirtanam) bezeichnet (nicht zu verwechseln mit Kirtan, einer devotionalen Liedform in Nordindien).

## Ursprung und Geschichte
Dhrupad geht vermutlich auf die ältere musikalische Form des Prabandha im 12. bis 14. Jahrhundert zurück, wie sie in der indischen Musiktheorie Sangīta Ratnākara („Ozean der Musik und des Tanzes“) des Sharngadeva (1210–1247) beschrieben wird. Am Hof des kunstsinnigen Hindu-Fürsten von Gwalior, Raja Man Singh Tomar (1486–1525), erhielt der Dhrupad seine heutige Form durch das Wirken von Haridasa Swami und Tansen (1506–1589). Mit der Einnahme der Residenzstadt durch die Mogultruppen im Jahr 1523 zerstreuten sich die Hofmusiker, die teilweise später am Mogulhof Anstellung fanden. Während die Sprache des Prabandha noch vorwiegend das Sanskrit war, bediente sich der Dhrupad bereits eines mittelalterlichen Dialekts des Hindi, des Brijbhasha, der um Agra und Gwalior im 14. bis 16. Jahrhundert gesprochenen wurde, in dem auch die Mystikerin Mirabai (1498–1546) und der Philosoph, Poet und Bhaktijünger Tulsidas (1532–1623) dichteten. Heute wird auch modernes Hindi verwendet.
Dhrupad wurde von dem Hindu-Musiker und berühmten Sänger Tansen umgeformt. Gebürtig aus Gwalior interpretierte der Hofmusiker des Mogulkaisers Akbar I. (1542–1605) in der Nachfolge seines historisch nicht konkret belegbaren Lehrers Haridas Swami Dagar den Dhrupad revolutionär neu. Tansens Auftreten gilt als Kulminationspunkt des höfischen Dhrupadstils, seine Dhrupadas als „ideale Prototypen“. „Einen solchen Sänger wie ihn gab es in Indien seit tausend Jahren nicht“, wusste der Chronist an Akbars Hof, Abu-l-Fazl (1551–1602), in seiner Liste der zeitgenössischen Musiker zu rühmen (Ain i Akbari II, S. 445). Tansens Nachkommenschaft teilte sich in drei Linien auf: der älteste der Söhne, Vilas Khan, spielte wie der Vater die rubab und gründete die Rababi Gharana (die rubab-spielende Familie oder Linie), eine Tochter rief gemeinsam mit dem Schwiegersohn die vina-spielende Binkar Gharana ins Leben, während ein weiterer Sohn, Surat Sen, die Seniya Gharana von Jaipur gründete.
Nach der Prägung durch Tansen erlebte der Dhrupad eine Blütezeit und galt bis ins 18. Jahrhundert als dominante musikalische Form der Vokalmusik. Dhrupad wurde ab dem frühen 19. Jahrhundert an den Fürstenhöfen zur elitären sahŗdaya (Sanskrit „Sache des Herzens“), die hohe Kennerschaft erforderte. Im Gegensatz dazu stand die Khyal-Musik, die im 17. Jahrhundert entstanden war. Der meist von sarangi und tabla unterstützte leichte weibliche Gesang im Khyal-Stil begleitete an den Herrscherhäusern Tanzmädchen. Hinzu kamen im 19. Jahrhundert der romantische und devotionale Thumri- und der Tappa-Stil. Auch die Instrumentalmusik von sitar und sarod bevorzugte die anderen Stile, sodass der Dhrupad nahezu in Vergessenheit geriet.

## Themen des Dhrupad-Gesangs
Dhrupad entfaltete seinen religiösen Aspekt im Rahmen der Vishnu-Verehrung als Lobpreis der beliebten Hindu-Gottheit Krishna, der in Vrindavan, einem kleinen Ort bei Mathura eine unbeschwerte Jugend unter Hirten und Hirtinnen verbracht haben soll. Sanskrittexte, die bald in Volkssprache übertragen wurden, schilderten die (teilweise amourösen) Abenteuer des beliebten Hirtengottes, vor allem mit seiner Geliebten Radha, und bildeten eine wesentliche Textgrundlage des Dhrupad, der damit das musikalische Medium für den Bhakti-Kult wurde, die bis heute weit verbreitete, hingebungsvolle Verehrung an Lord Krishna (Haveli-Dhrupad). Vrindaban ist bis heute das eigentliche Zentrum des Dhrupad, wo im November 2009 das letzte Festival stattfand (Dhrupad Mela); ähnliche Melas finden inzwischen auch an anderen Orten Indiens statt, zum Beispiel am Tulsi Ghat in Varanasi.
Mit dem Zutritt zu den Höfen kam es zu einer Erweiterung des Themenkreises: nun traten der Lobpreis des Herrschers, die Musik als solche, Heldenlieder sowie der Lobgesang weiblicher Schönheit (Radha-Lyrik) hinzu. Generell zeichnet sich der Dhrupad dadurch aus, dass er sowohl die Qualitäten des Textes (mātu) als auch der Melodie (dhātu) adäquat zum Ausdruck bringt.
Dhrupadgesang durchzog als Tempel- und Hofmusik den gesamten Jahresablauf des frommen Hindu und verbreitete sich u. a. mit den vishnuitischen Wandermönchen der Vallabha-Sekte über den Subkontinent. Mit der Konversion des Musikers Tansen zum Islam setzte jedoch, ganz im Sinn des Mogulherrschers Akbar, eine Verbreiterung und Intensivierung des Bhakti-Gedankens ein, der zahlreiche Berührungspunkte zum Sufi-Glauben des Islam bot.
Tansens Kunstmusik hielt damit Einzug in die Zentren der politischen Macht, das heißt an die muslimischen und die Hindu-Fürstenhöfe, und wurde von Hindu-, aber überwiegend von Muslim-Musikern vorgetragen.
Als Mittel der inneren Einkehr, als spirituelle Disziplin, als die sich der Dhrupad ursprünglich versteht, befindet sich der Dhrupad heute wie damals im Spannungsfeld zwischen der öffentlichen Darbietung und dem inneren Erleben. Die Weigerung renommierter Dhrupad-Sänger wie Fahimuddin und Rahimuddin Khan Dagar (1900–1975) überhaupt öffentlich aufzutreten oder Aufnahmen zu gestatten, erklärt sich aus dieser Furcht vor Profanierung.

## Instrumente, Besetzung

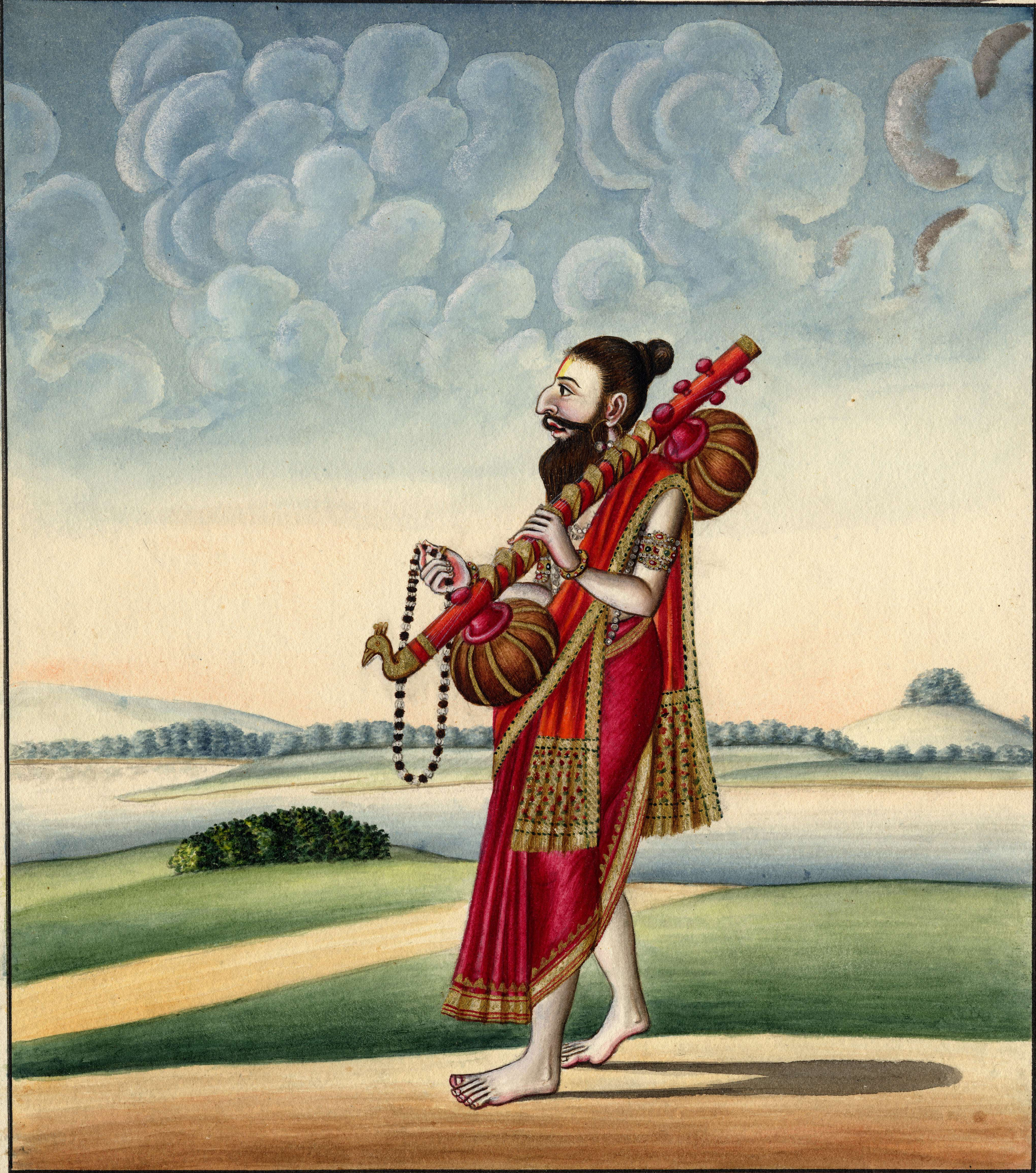
Möglicherweise der Weise Narada, der Erfinder der vina und einer der Gandharvas genannten himmlischen Musiker. Miniatur vom Anfang des 19. Jahrhunderts

Bis heute gilt nur derjenige als Sänger, der alle vier Stile – neben Khayal, Ghazal und Bhajan auch Dhrupad – die als charmukha („vier Gesichter“) der Musik verstanden werden beherrscht. Nur dank der Patronage einiger Fürstenhöfe in Nordindien und des All India Radio überlebte die Kunstform in Gestalt einer streng, ja eifersüchtig gehüteten Tradition bei einigen Musikerfamilien. Vor allem seit den 1970er Jahren erlebt die exklusive Musik des Dhrupad auf nationaler und internationaler Ebene ein Revival. Sie hat sich gegen die sogenannte „Khayalisierung“ (Saiduddin Dagar) zu wehren, das heißt gegen Ästhetisierung oder Glättung.
Außer durch Vokalinterpretation kann Dhrupad nur noch durch die Rudra Vina interpretiert werden, eine Stabzither mit 22 Bünden und 7 Saiten, die mit einem Plektrum (mizrab) gespielt wird. Sie gilt als edelstes und schwierigstes Instrument, ihr mythischer Erfinder Narada spielte damit den Göttern vor. Dazu erklingt die Langhalslaute tanpura, ein Borduninstrument mit 4 Saiten in Grundton, Oktave, Quinte und Oktave, die hinter dem stimmlich Vortragenden den Grundton erklingen lässt.
Dhrupadkompositionen bestehen aus vier oder fünf Teilen. Im Dhrupad dominiert die – zumeist männliche – Stimme bzw. der Gesang, wenngleich selten, aber schon von jeher Dhrupad auch von Frauen praktiziert wird, heute unter anderen von Sulochana Brahaspati oder der Italienerin und Malik- bzw. Dagar-Schülerin Amelia Cuni. Zum Dhrupad-Ensemble gehören außer dem dominierenden Vokalisten – es kann sich auch um mehrere, unisono singende Sänger handeln – eine oder zwei einen Klangteppich webende Tanpuras, die sich unmittelbar hinter dem Vokalisten befinden, sowie als Rhythmusinstrument die große Fasstrommel pakhawaj mit zwei unterschiedlich großen Fellen, die rechts vom Sänger gespielt wird. Daneben wird als Instrument nur die Rudra Vina oder ein vergleichbar tief gestimmtes Instrument geduldet, das einen ähnlich lange anhaltenden Ton hervorbringt.
Wie sämtliche klassische indische Musik verläuft auch der Dhrupad nicht, wie in der westlichen Musik, tonal entlang des Dur-Moll-Systems, sondern modal in Ragas.

## Aufbau
Wie andere Musikformen Indiens beginnt der Dhrupad mit dem einleitenden ālāp (Hindi „Gespräch, Unterhaltung“), einer bis zu halbstündigen, melodischen und völlig freien Improvisation des Vokalisten im Umfang von etwa zweieinhalb Oktaven, in der der Sänger ohne rhythmische Begleitung, nur in Begleitung der tanpura, mit Hilfe von Tonsilben den Raga in drei verschiedenen Tempi (skt. laya "Takt, Tempo") – langsam, mittel und rasch (vilambit, madhya, druta laya) – durchschreitet und dabei in festgesetzter Reihenfolge den Tonraum des jeweiligen Rāg in bisweilen dramatischer Steigerung von unten nach oben erkundet. Name und Art des Rāg legen dabei fest, zu welcher Tageszeit, in welcher Tonfolge und in welchem Rhythmus vorgetragen wird. Der ālāp beansprucht im Allgemeinen die meiste Zeit bei der Aufführung, i. d. R. etwa 30–45 Minuten.
Im madhya laya setzt ein regelmäßiger Rhythmus ein, und der Sänger geht in ein lebhafteres Tempo über; druta laya schließlich ist durch vokalische Verzierungen und kompliziertere Rhythmen gekennzeichnet, ehe der Vokalist im Endteil des Alap wieder zur strengen, schlichten Eleganz des Beginns und zum Ausgangston zurückfindet. Eine andere Einteilung unterscheidet beim Alap die eigentliche, freien Improvisation (ālāp) zu Beginn, jor (konstanter Rhythmus) und jhala oder nom-tom (beschleunigtes Singen von Silben).
Anschließend setzt die eigentliche Komposition ein, mit generell vier, bisweilen fünf, mindestens aber zwei Teilen: sthāyī (skt. "Unveränderlichkeit", umfasst die mittlere Oktave) und antarā  als kontrastierende Alternative (Sanskrit „Inneres, Zwischenraum“, obere Oktave). Meist werden zwei weitere Abschnitte hinzugefügt: sañcārī (Sanskrit „Wanderung“, mittlerer und oberer Tonraum, Abwärtsbewegung) und ābhoga (Sanskrit „Krümmung“, Rückkehr zum Ausgangspunkt (Koda) des sthāyī); bisweilen gilt als separater, fünfter Teil bhoga innerhalb des sañcārī. – Im Süden des Kontinents werden die Abschnitte gleichfalls mit Sanskritbegriffen bezeichnet: pallavī, anupallavī und caraņam; der ābhog kommt ebenfalls vor, führt jedoch keine eigene Bezeichnung.
Nach der Improvisation im Alap setzt, oft übergangslos, die eigentliche Komposition mit festem Text in Begleitung der Pakhawaj ein. Bei einer Taktzahl von 7 (tivra), 10 (sul) oder 12 (chau) Schlägen (hindi tāl "Rhythmus, Takt") spricht man von einer Dhrupad-, beim schnelleren, 14-schlägigen von einer Dhamār-Komposition, wie sie meist zum Holi-Fest oder zu Ehren Krishnas aufgeführt wird. Der Trommelspieler erhält während des Vortrags mannigfach Gelegenheit zum solistischen Einsatz. Vor dem eigentlichen Dhrupad zitiert der Sänger den zumeist alten oder traditionellen lyrischen Text in Teilen oder als Ganzes, oft auf Sanskrit und mit religiösem oder musikwissenschaftlichem Hintergrund, den er anschließend durch die Technik des bol-bāņţ (hindi "Wort-Teilung") teilweise bis zur Unkenntlichkeit in seine Silbenbestandteile zerlegt und im Zusammenspiel mit dem Trommler in reicher rhythmischer Gliederung miteinander kombiniert.
Dhrupad wird nicht nur konzertant, sondern auch weiterhin in Tempeln aufgeführt, wo der Alap wegfällt und statt der Pakhawaj die kleinere Mridangam verwendet wird. Glocken und Zimbeln ergänzen hier das Ensemble.

## Stile, Schulen, Künstler und Zentren
Es gibt vier vāņī (skt. vāņī "Stimme, artikulierte Worte"), d. h. stilistische Varianten des klassischen Dhrupad: gaudahāra (Gauri, Gohar, Gauhar u. a. m.), khaņdāra (Khandar) nauhāra (Nauhar) und dāgara (Dagar), die bereits Faqīrullāh 1666 in seinem Buch Rāgdarpan aufführt, das jedoch seinerseits auf Man Singh Tomar (1486–1516) zurückgeht.
Wichtiger sind jedoch die Gharanas oder Familienstile, die in streng gehüteter Tradition von Generation zu Generation nur an Familienmitglieder und ausgewählte Adepten weitergegeben werden. Dieses hermetische Verfahren ist typisch für den privaten, meditativen und letztlich elitären Charakter des Dhrupad, hat ihm aber damit unter großen Entbehrungen der ihn tragenden Familien nach dem Ausfall der fürstlichen Mäzene das Überleben im 19. und 20. Jahrhundert ermöglicht.

### Dagar Gharana
Die Dagar-Familie, eine der ältesten und bedeutendsten Musikerfamilien der klassischen Musik Hindustans in Indien, führt sich auf den Asketen Haridas Swami zurück und waren ursprünglich Brahmanen und Hofmusiker in Jaipur, wechselten jedoch unter dem kunstliebenden Muhammad Shah (1702–1748) an den Mogulhof in Delhi, weshalb sie ihre Kaste aufgaben und Muslime wurden.  Sie praktizieren von Alters her den dagar vāņī (Dagar-Stil) mit Schwerpunkt auf dem Alap und einer melodiösen, vollen Stimmführung, dem sie auch ihr Patronymikon Dagar verdanken. Die Dagars treten seit Generationen bevorzugt als Paar auf, vor allem als Brüderpaar ("Dagar brothers"), wobei oft die eine, maskuline Stimme angenehm mit der zweiten, weicheren kontrastiert. Rahimuddin Dagar (1904–1975) ist der Vater von Fahimuddin, dessen Onkel Hussainuddin und Imamuddin waren Hofmusiker bei den Holkars von Alwar. Auf die Senior-Dagar-Brüder Moinuddin (1919–1966) und Aminuddin (1923–2000) folgten die Juniorbrüder Zahiruddin (1932–1994) und Faiyazuddin (1934–1989). Rahim Fahimuddin (1927–2011) und Hussein Sayeeduddin (1939–2017) sowie die Enkel, der Rudra Vina-Spieler Zia Mohiuddin (1929–1990) und der Sänger Zia Fariduddin (1932–2013) setzten die Tradition fort.
Die Mitglieder der Dagar-Familie sind Muslime. Sie singen Texte zum Lob des einen Gottes, mit den Namen Allahs und den Hindu-Namen, wie in dieser Komposition von Hussain Sayeeduddin Dagar in Rag Madyamat Sarang deutlich wird, gesetzt in Sultala (10 Schläge: 4/2/4)
| Tuma rābah, tuma sāheb            | Du Gewinner, Du Herr (arabisch sāhib),                       |
| tuma hī karatar                   | Du bist der Schöpfer (verwandt zu Latein creator),           |
| gatgat purāna jala thala bharbhār | Vor unendlich langer Zeit hast Du Wasser und Land angefüllt. |
| tuma hī Rahīm,                    | Du bist barmherzig,                                          |
| tuma hī Karīm                     | Du bist großzügig,                                           |
| tuma hī jagatguru                 | Du bist der Weltlehrer,                                      |
| balihari!                         | Gottkönig! (königlicher Vishnu)                              |
| kahat Minya Tansen:               | So sagt Minya Tansen:                                        |
| Ko jagat ko hä bharbhār?          | Wer in der Welt hat alles angefüllt?                         |
| Tuma rābah, tuma sāheb...         | Du Gewinner,du Herr...                                       |

Der Dagar-Sänger stimmt persönlich die Tanpura auf den jeweiligen Raga ein, normalerweise auf die Quinte, nachts oft die Quarte und/oder auf die große Septime. Manche Künstler leiten ihre Konzerte mit einem Sanskrit-Mantra aus dem Sangita Ratnakara des Saranga Deva (vgl. Klassische indische Musik) ein, das Gott als Klang beschreibt:

„Caitanyaṃ sarvabhūtanām vivṛtaṃ jagatātmanaḥ nādabrahma; tadānandam advītiyam upāsmahe.“

„Das Bewusstsein aller Wesen ist durchdrungen vom Klang-Brahman (Nāda Brahma) der Weltseele. Dieses alleinige Glück verehren wir.“

Der Klang wird hier als Schöpfer-Gott (brahma, maskulin) und Weltseele (brahman, Neutrum, 1. Person Singular brahma) aufgefasst. Denn die Brücke zwischen Klang und Welt, zwischen Natur und Geist, muss auch unter widrigen Umständen immer wieder neu geschaffen werden. Schwerpunkt ist bei den Dagar der musiktheoretische und praktische Unterricht. Man spricht seit dem Ende des 20. Jahrhunderts von Dagarvani-revival und meint die Wiederbelebung des Dagar-Stils, auch durch Konzerte im Westen.
Die Dagar sind für ihre elegante, intellektuelle Form des Dhrupad berühmt und gehen in natürlicher Stimmgebung den feinsten Nuancen des Tons und der Tonhöhe nach. Den Dagarvani–Stil pflegen auch Sänger außerhalb der Dagarfamilie, so zum Beispiel Ritwik Sanyal (* 1953), Uday Bhawalkar (* 1966) aus Ujjain und die ebenfalls aus Ujjain stammenden Gundecha-Brothers (Umakant und Ramakant Gundecha), alle vier Schüler von Fariduddin Dagar, sowie auf der Surbahar Pushparaj Koshti, Schüler von Ziya Mohiuddin und auf dem Cello Nancy Kulkarni, ebenfalls Schülerin von Ziya Mohiuddin. Sie tritt oft zusammen mit Uday Bhawalkar auf- wie ihr Lehrer, der mit seinem jüngeren Bruder, Uday Bhawalkars Lehrer, auftrat.
Dieses Duett inspirierte den Dokumentar- und Kunstfilmer Mani Kaul zum Film Dhrupad, der im Oktober 1982 anlässlich der Dagar Saptah (Dagar Woche oder 7 Dagars, gemeint war Beides) an der Ustad Allauddin Khan Sangeet Academy in Bhopal uraufgeführt wurde.
In Europa wird Dhrupad am Konservatorium Rotterdam von Marianne Swašek unterrichtet, Schülerin von Zia Fariduddin und Zia Mohiuddin. Sie wechselte zur Stimme, nachdem sie zunächst Sarangi gelernt hatte.

### Darbhanga-Gharana der Malliks
Die Mallik sind Brahmanen aus der Gaur-Kaste aus Amta bei Darbhanga (Bundesstaat Bihar); sie spielen den Khandar Vāņī. Die Musiker der Mallik-Familie ziehen im Unterschied zu den Dagars die strenge Dhrupadkomposition dem improvisierten Alap vor, betonen in brillanter Weise den rhythmischen Aspekt des Gesangs und setzen auf eine manieriertere Art der Stimmhervorbringung.
Die Familie führt sich musikalisch auf Tansen (1506–1589), den berühmtesten Sänger der indischen Musikgeschichte zurück. Um 1785 nach Bihar gelangt, gelang es ihnen der Familientradition zufolge, eine Dürre, die Hunger und Seuchen im Gefolge hatte, nur durch den Vortrag des Regenragas Megh Malhar zu beenden. Als Belohnung wurden ihnen die Herrschaft über zwei Dörfer und der Ehrentitel mālik (persisch, hindi „Herr, Besitzer“) verliehen. – Auch im Fürstentum Dumraon waren durch die Patronage des dortigen Maharaja Dhrupad-Sänger der Malik-Familie tätig.
Bedeutendster Vertreter war Ram Chatur Malik (1902/06–1991), der als dhrupad samrāţ („Kaiser des Dhrupad“) galt. Als Hofmusiker und persönlicher Freund des damaligen Herrschers Kameshwar Singh von Darbhanga – bis zur Unabhängigkeit 1947 einer der reichsten Grundherren Indiens –, begleitete er seinen Herrn zur ersten Round Table Conference 1930/31 und zur Krönung Georgs VI. 1937. – Heute setzen unter anderen Abhay Narayan, Prem Kumar und Vidur (Bidur) Narayan Malik († 2002) sowie Siya Ram (Syaram) Tiwari die Tradition fort. Zum weiteren Musikerkreis gehört auch die Familie Pathak. – Der Film Jalsaghar des indischen Regisseurs Satyajit Ray aus dem Jahr 1958 weist Parallelen zu Ram Chatur Maliks Leben auf und spiegelt die musikalische Kennerschaft, aber auch Musikbesessenheit vieler ehemaligen Zamindare (Großgrundbesitzer) wider.

### Bettiah-Gharana
Die Mishras aus Bihar entstammen der Kaste der Maithil–Brahmanen, die ihren Namen vom antiken Königreich Mithila auf dem Boden des heutigen Bihar ableitet. Die Maithil-Brahmanen sind für ihre Orthodoxie und ihren Lerneifer berühmt und tragen meist den Namenszusatz Mishra. Die Musikerdynastie der Mishras blühte unter dem Patronat der Rajas von Bettiah am Gandak in Bihar und musiziert zumeist im Gaurhar-, Nauhar- und Khandar-Stil, der sich durch vokale Verzierung und rhythmische Variation auszeichnet. Nach dem Ende der königlichen Patronage an den Höfen von Nepal, Bettiah und Bishnupur ließen sich die Mishras in Varanasi nieder. Ihre heutigen Vertreter sind vor allem Indrakishore Mishra, Bholanath Pathak und Falguni Mitra. Ihr Stil wird auch als Haveli-Stil bezeichnet.

### Talwandi-Gharana
Diese Dhrupad-Tradition stammt aus dem Punjab, wird heute jedoch in Pakistan ausgeübt; sie bevorzugt den Khandar-Stil (khandar vāņī). Die Talwandi-Gharana aus Faisalabad führt den Dhrupad-Stil weiter, den Nayak Chand Khan (Khanderi) und Suraj Khan im 14. Jahrhundert in Ludhiana (im indischen Bundesstaat Punjab) begründeten. Heute vertreten die Brüder Malikzada Muhammad Hafiz Khan und Muhammad Afzal Khan diese „an der geistigen Praxis der Sufis orientierten einzigartigen Tradition“, dabei wird im Dhrupad auch ein muslimischer Heiliger, ein Pir, besungen.

## Anekdoten
- Der Legende nach wurde Tansen einst von seinen Gegnern bei Hof gezwungen, den leidenschaftlichen Rāga Dīpak vorzutragen, der Dürre, Fieber und Feuer zur Folge hat. Prompt entzündeten sich Lampen, sengende Hitze entstand, und Tansen wäre um ein Haar selber in Fieberglut verbrannt, hätten nicht seine Töchter sogleich den Regen bringenden Rāga Megh Malhar angestimmt.[13]

- Bei einem Besuch des Kaisers Akbar entlockte Tansen seinem zurückgezogen lebenden alten Meister, dem Asketen Haridas Swami Dagar, nur durch einen Trick eine Gesangsprobe, indem er Akbar als Pferdeknecht vorstellte und selber absichtlich falsch sang. Haridas wurde unwirsch und setzte den Gesang nunmehr richtig fort. Als Akbar fragte, warum nicht auch er, Tansen, so singen könne, antwortete dieser: „Haridas singt immer für Gott, während ich vor dem Kaiser singen muss.“

## Kritik
Der Musikwissenschaftler Alain Daniélou macht bereits Tānsen und dessen musikalische Kompromisse für den Verfall des Dhrupad und den Aufstieg der gefälligeren Stile Khyal sowie Thumri verantwortlich. Die gegenwärtige Situation ist einerseits von dem wachsenden Interesse in Indien und im Westen an einer Wiederbelebung der als nahezu ausgestorben geltenden Gesangsart geprägt, andererseits drohen ganz neue Gefahren durch Verflachung, die sogenannte Khayalisierung, und durch die Kommerzialisierung.
Dieselben Probleme – schnelle Vermarktung, Verflachung und Nachwuchsmangel – stellt sich den Qawwali-Musikern Pakistans und Nordindiens, wo im Schatten der internationalen Stars die lokale Tradition zu verkümmern droht. Die Zukunft des Dhrupad wie der klassischen Musik insgesamt wurde noch vor einigen Jahrzehnten sehr kritisch gesehen, dennoch scheint die Tradition auf breiter Basis lebendig zu bleiben.

## Medien
Musikaufnahmen
- Flight of the Soul – Qawwali from Pakistan. Bahauddin Qutbuddin Qawwal & Party, Asif Ali Khan Manzoor Hussain Santoo Khan Qawwal & Party. Ort und Jahr der Aufnahme: Berlin, Haus der Kulturen der Welt 1997. Text des Beiheftes: Peter Pannke. Wergo, Mainz 2001. (SM 1534-2)
- The King of Dhrupad. Ram Chatur Mallik in Concert. An acoustical gallery of the great masters of Indian music (Masters of Raga). Ort und Jahr der Aufnahme: Vrindaban 1982. Text des Beiheftes: Peter Pannke.  Wergo, Mainz 1988. (SM 1076-50)
- Pakistani Soul Music. An acoustical gallery of the great masters of Indian music (Masters of Raga). Ort und Jahr der Aufnahme: Pakistan 1996. Text des Beiheftes: Peter Pannke. Wergo, Mainz 1997. (SM 1529-2)
- Dhrupad. R. Fahimuddin Dagar. An acoustical gallery of the great masters of Indian music (Masters of Raga). Ort und Jahr der Aufnahme: New Delhi 1988. Text des Beiheftes: Peter Pannke. Wergo, Mainz 1991.  (SM 1081-2)

- Ustad Zia Mohiuddin Raag Yaman bei der Dagar Saptah an der Ustad Allauddin Khan Sangeet Academy Bhopal Oktober 1982: Alaap Komposition in Taal Dhrupad (12 Schläge)

- Ustad Zia Mohiuddin und Zia Fariduddin Dagar Raag Jog bei der Dagar Saptah an der Ustad Allauddin Khan Sangeet Academy BhopalOktober 1982

- Ustad Zia Fariduddin Dagar Raag Bhimpalasi

- Ustad Hussain Sayeeduddin Dagar Basilique de Vézeley 31. Juli 2005 Raag Bhopali

Filme
- Dhrupad.(1982). Ein Dokumentarfilm von Mani Kaul über den Dagar Vāņī dhrupad (Dauer: 1:09 h).
- Satyajit Ray: Jalsaghar (1958), als Original mit deutschen Untertiteln unter dem Titel Das Musikzimmer.